# Beschikbare-premiesysteem
Het beschikbare-premiesysteem of de beschikbare-premieregeling (DC-regeling, van defined contribution) is een vorm van sparen voor een pensioen waarbij de begunstigde het beleggingsrisico en het transformatierisico voor zijn rekening neemt. Dit in tegenstelling tot het beschikbare-uitkeringssysteem. Een pensioenregeling kan volledig of gedeeltelijk (bijvoorbeeld voor het excedentpensioen en/of het nettopensioen) zijn gebaseerd op een beschikbare-premiesysteem.

## Drie soorten van beschikbare-premieregeling
1. De beschikbare premie wordt tot de pensioendatum belegd of gespaard.
Hierdoor is het onzeker welk kapitaal op pensioendatum tot uitkering komt. Het kapitaal moet op de pensioendatum worden gebruikt om pensioen aan te kopen. Je mag zelf kiezen bij welke pensioenuitvoerder je pensioen aankoopt.
2. De beschikbare premie wordt gebruikt om een kapitaal te verzekeren.
Op je pensioendatum wordt het kapitaal uitgekeerd. Het kapitaal moet je gebruiken om pensioen aan te kopen. Je mag zelf kiezen bij welke pensioenuitvoerder je pensioen aankoopt.
3. De beschikbare premie wordt gebruikt om jaarlijks pensioen in te kopen.
Je weet niet van tevoren hoeveel pensioen er jaarlijks wordt ingekocht. Daardoor weet je nog niet precies hoeveel je totale pensioen op pensioendatum is. De pensioenuitvoerder bij wie je het pensioen hebt opgebouwd, zorgt ook voor de periodieke uitkering..

## Beschouwing
Het beleggingsrisico is het risico dat het belegde pensioenvermogen op het moment van pensionering minder waard is dan verwacht door een ongunstige ontwikkeling op de financiële markten. Het transformatierisico hangt samen met het feit dat onder het beschikbare-premiesysteem wordt gespaard tot het moment van pensionering. Bij pensionering wordt het gespaarde bedrag plus de beleggingsopbrengsten beschikbaar gesteld om er een lijfrente van te kopen. De hoogte van de lijfrente (en dus het pensioen) is niet alleen afhankelijk van inleg en beleggingsresultaat, maar ook van de rentestand op het moment van pensionering. Hoe lager de rente, hoe lager de lijfrente die met dezelfde som gekocht kan worden. Het transformatierisico is des te groter omdat de rente flink kan fluctueren, terwijl de periode waarin de koopsom moet worden gebruikt voor een lijfrente vrij kort is.
Vooral in Angelsaksische landen is het beschikbare-premiesysteem (Defined Contribution, DC) erg populair. Dit hangt samen met het feit dat in deze landen de tweede pijler door institutionele problemen erg zwak is. Onderzoek uit deze landen toont aan dat onder een beschikbare-premiesysteem het aantal niet-verzekerden (witte vlekken) stijgt en de begunstigden de neiging hebben te weinig te sparen voor het pensioen dat ze zouden willen hebben. Bovendien wordt vaak van de deelnemers verwacht dat ze beleggingskeuzes maken. Dit heeft gewoonlijk tot gevolg dat er geld wordt verloren aan professionele beleggers. Als gevolg hier van is het gebruikelijk in deze landen dat gepensioneerden bijverdiensten nodig hebben.
In Nederland is het Collectief Beschikbare Premiesysteem (Collective Defined Contribution, CDC) in opkomst. Dit werkt in feite als het beschikbare-uitkeringssysteem, maar begrenst het risico van een pensioentekort voor de werkgever, waardoor dit risico op de schouders van de werknemer terechtkomt. Omdat dit systeem betrekkelijk nieuw is wordt het nog gehinderd door een geringe mate van erkenning in nationale en internationale regels voor accountancy en boekhouding.
Er wordt al vele jaren en geregeld de verwachting uitgesproken - met name door buitenlandse consultants - dat in Nederland een verschuiving zal plaatsvinden van het beschikbare-uitkeringssysteem naar het beschikbare-premiesysteem. In de praktijk is hier geen sprake van. Het ligt ook niet voor de hand, vanwege het Nederlandse overlegsysteem tussen sociale partners (poldermodel). Het grootste gevaar voor het beschikbare-uitkeringssysteem is verstikkende wet- en regelgeving, die alleen van toepassing is op het beschikbare-uitkeringssysteem. De OESO heeft dit probleem onderkend , maar richt zich vooral op het ontoereikende toezicht op het beschikbare-premiesysteem.
In 1998 ging de bedrijfstak Haven in Nederland al over op het systeem van de beschikbare premie.

## Beroepspensioenfondsen
In Nederland wordt ongeveer 1% van de pensioenpremies afgedragen aan beroepspensioenfondsen. Deze 11 fondsen werken met het beschikbare premiestelsel, maar kennen niet de nadelen van het hierboven beschreven systeem. Elk jaar wordt een premie betaald en daarmee wordt direct een pensioen aangekocht. Voorkomen wordt zo dat bij pensionering de actuele rentestand allesbepalend is voor de hoogte van het in te kopen pensioen. Bovendien kennen zij vaak het systeem van onvoorwaardelijke indexatie, waarmee solidariteit tussen de generaties wordt veiliggesteld.